# 42nd Street
42nd Street és un musical amb llibret de Michael Stewart i Mark Bramble, lletres d'Al Dubini música de Harry Warren. La producció de Broadway de 1980, dirigida per un moribund Gower Champion i orquestrada per Philip J. Lang, guanyà el Premi Tony al Millor Musical i esdevingué un èxit de llarga durada. El show passà al 1984 a Londres, guanyant el Premi Laurence Olivier a Millor Musical; i el revival de Broadway del 2001 guanyà el Tony a Millor Revival.
Basat en la novel·la de Bradford Ropes i en la posterior adaptació cinematogràfica de 1933, se centra en els esforços d'un dictatorial director per muntar una producció d'èxit d'una extravaganza musical al punt màxim de la Gran Depressió.
El desembre del 2010 42nd Street encara ocupava la 12a posició com a show de més llarga estada a la història de Broadway.

## Rerefons
El prestigiós productor David Merrick, productor d'obres i musicals com “Beckett”, “Gypsy”, “Oliver!”, “One flew over the cukoo’s nest”, “Hello, Dolly!”, “Promises, promises”, “Play it again, Sam”, “Mack & Mabel” o “State Fair”, entre d'altres, va fer una aposta personal amb una producció de 3 milions de dòlars basada en una pel·lícula musical de la Warner Brothers realitzada el 1933, "car només un altre show havia fet el salt de la pel·lícula original a l'escenari, Gigí, un fracàs de 1974.". Creia que el públic estava preparat per a la nostàlgia, davant dels èxits de No, No, Nanette, Irene, i Very Good Eddie. Com que la pel·lícula només durava hora i mitja, i només tenia cinc números musicals, per tal de mantenir l'estil més homogeni al conjunt del musical s'afegiren diverses cançons famoses del catàleg Dubin-Warren, tot i que havien estat escrites per a altres pel·lícules, apareixent així al musical els temes “Shadow Waltz”, “We’re in the Money”, “I only have eyes for you” o “Lullaby of Broadway”. D'acord amb l'historiador teatral John Kenrick, "Quan el teló pujà lentament per mostrar quaranta parells de peus ballant claqué, el públic de l'estrena al Winter Garden ovacionà... Champion, que no sabia claqué, continuà el número amb una sèrie d'extravaganzas de claqué més llargues i més polides del que Broadway havia tingut a la dècada de 1930".

## Produccions

### Producció original de Broadway
Al juny de 1980 el musical s'estrenà en una gira de proves al Kennedy Center for the Performing Arts de Washington, D.C. Després de sis prèvies, el 25 d'agost de 1980 s'estrenà la producció de Broadway al Winter Garden Theatre, traslladant-se posteriorment al Majestic i al St. James, tancant després de 3.486 funcions. (Frank Rich ho anomenà un signe de la "balança de poder" de Broadway, car el show va haver d'abandonar el Winter Garden perquè s'hi instal·lés Cats i el per acomodar The Phantom of the Opera.) El repartiment original incloïa a Jerry Orbach com Julian Marsh, Tammy Grimes com Dorothy Brock, Wanda Richert com Peggy Sawyer i Lee Roy Reams com Billy Lawlor. Entre les substitucions posteriors haurien Barry Nelson i Don Chastain com Julian, Elizabeth Allen, Dolores Gray i Millicent Martin com Dorothy, i Lisa Brown i Karen Ziemba com Peggy. Els dissenyadors, Robin Wagner (escenografia), Theoni V. Aldredge (vestuari) i Tharon Musser (il·luminació) van ser el mateix equip de la producció original de Broadway de A Chorus Line.
Però la nit de l'estrena es tenyí de tragèdia: després de 5 minuts d'ovació, Merrick va sortir a l'escenari i va anunciar: "És tràgic... Gower Champion ha mort". Va sortir per explicar que Champion havia mort de càncer hores abans de la funció, "quan va dir que Mr. Champion havia mort, la gent va quedar bocabadat i van haver crits". El productor havia advertit només a Bramble de la mort del director, aconseguint mantenir el secret de la seva mort per a tots, públic inclòs.
42nd Street va ser no només el darrer show de Champion, sinó també el darrer èxit de Merrick. Merrick va viure fins al 2000, però, com Anthony Bianco va descriure, "42nd Street va ser el seu darrer èxit, el seu cant del cigne".
Va guanyar el Premi Tony al Millor Musical i a Millor Coreografia.

### Producció del West End' 1984
La producció del West End s'estrenà el 8 d'agost de 1984 al Theatre Royal Drury Lane. La carrera d'una jove Catherine Zeta-Jones, una corista de la producció, va veure's catapultada quan va haver de substituir la suplent de la protagonista, a causa d'una malaltia i unes vacances, en una nit en què els productors es trobaven al públic; els quals van quedar tan impressionats que poc després li donarien el paper protagonista. La producció va estar en cartell fins al gener del 1989.

### Revival de Broadway' 2001
Bamble revisà el llibret i va dirigir el revival de Broadway, amb coreografies de Randy Skinner. S'estrenà després de 31 prèvies el 2 de maig del 2001 al Foxwoods Theatre (antigament el Ford Center for the Performing Arts), on es representà 1.524 vegades. El repartiment incloïa a Michael Cumpsty com Julian, Christine Ebersole com Dorothy, Kate Levering com Peggy i David Elder com Billy. Meredith Patterson debutà a Broadway, sent la suplent de Peggy Sawyer, agafant el paper a l'agost del 2001. Entre els substituts notables estan Patrick Cassidy and Tom Wopat com Julian i Shirley Jones i Beth Leavel com Dorothy.

### Gira pel Regne Unit' 2007
La producció del revival de Broadway va fer gira pel Regne Unit durant el 2007. El repartiment incloïa a Paul Nicholas com a Julian, sent substituït per Dave Willetts, Julia J Nagle com Dorothy, Jessica Punch com Peggy i Ashley Nottingham com Billy.

## Argument
I Acte
Comencen les audicions del nou show de Julian Mash, Pretty Lady, i on arriba tard Peggy Sawyer, recent baixada de l'autobús que la porta des d'Allentown, Pennsylvania, amb la maleta encara a la mà. Billy Lawlor, ja un membre de la companyia, veu a Peggy i espera poder obtenir una cita. Li informa que ha arribat tard a l'audició, però que pot ajudar-la, però el coreograf Andy Lee no té temps per a la darrera conquesta de Billy, i li diu "Amscray, fora". Enfadada, Peggy li dona una bufetada, que Andy esquiva, però que impacta de ple a la cara del mateix director Julian Marsh.
Dorothy Brock, que havia estat una gran estrella, està indignada quan li demanen que faci una audició per al seu paper, però Julian li diu que només és per assegurar-se que les cançons estan al seu to, car ha de contractar-la quan el finançament del musical per part de Dillon Abner, el novio financer de Dorothy. Fora del teatre, l'escriptora Maggie i les coristes Anytime Annie, Phyllis i Lorraine aconsellen a Peggy i la conviden a dinar. S'ofereixen a ensenyar-li alguns passos de ball, moment en què són descobertes per Julian qui, enamorat de Peggy, decideix que pot haver una corista més i la contracta.
A la festa de pre-producció, Julian s'assabenta que Dorothy es veu en secret amb un anterior xicot Pat Denning. Sabent que això pot destruir el futur del show, decideix posar punt final a la història. Truca uns pinxos perquè "animin" l'amant de Dorothy perquè trenqui amb ella i abandoni la ciutat. Poc després la companyia marxa a Filadèlfia per a les prèvies.
La nit de l'estrena, enmig de nervis i presses, Peggy ensopega amb Dorothy, que cau a terra a l'escenari. Julial discuteix amb ella i l'acomiada al moment.
II Acte
Dorothy s'ha trencat el tormell, i no podran estrenar el show; però tots estan segurs que Peggy podria ocupar la vacant, i van a trobar a Julian per dir-li que Peggy és una cara jove que pot cantar i ballar millor que Brock. Julian decideix que és veritat i marxa corren cap a l'estació de trens per trobar-se amb Peggy abans que marxi.
A la Broad Street Station de Filadèlfia, Julian es disculpa amb Peggy i li demana que es quedi i protagonitzi Pretty Lady, però ella li respon que ja n'ha tingut prou del negoci de l'espectacle i se'n vol tornar a Allenton; però ell l'atura amb les paraules Vine i posa atenció a la cançó bressol de Broadway (Come on along and listen to the lullaby of Broadway...), i Peggy, convençuda, accepta l'oferta.
Amb només dos dies per aprendre i assajar el paper abans de l'estrena, les sessions de Peggy són esgotadores, arribant al llindar d'un atac de nervis, quan rep la inesperada visita de Dorothy, que l'estat veient durant els assaigs i s'adona que, malgrat els seus nervis, Peggy és bona, potser millor del que jo hagi estat". Fins i tot li ofereix un consell sobre com interpretar la darrera cançó, "About a Quarter to Nine."
El teló de l'estrena està a punt de pujar quan Julian totalment enamorat de Peggy, l'atura un moment i, després de donar-li un petó, li diu una frase mítica: "Surts per aquí sent una noia, però quan tornis seràs una estrella!". El show és tot un èxit que segur que catapultarà a Peggy a l'estrellat. Tota la companyia marxa per anar a la festa de l'estrena, i Peggy decideix anar amb ells. Julian queda sol a l'escenari, il·luminat per una simple bombeta, que projecta la seva ombra a la paret del fons. A poc a poc, comença a cantar: Vine i coneix aquests peus que ballen per l'avinguda que et portarà... al Carrer 42" ("Come and meet those dancing feet on the avenue I'm taking you to... 42nd Street.")

## Personatges
Font: Tams-Witmark Synopsis
- Peggy Sawyer – Una corista nova, nerviosa però entusiasta, provinent d'Allentown, Pennsylvania
- Dorothy Brock – Antiga Prima Donna, famosa perquè és incapaç de ballar
- Julian Marsh – Director famós
- Billy Lawlor – Tenor protagonista de "Pretty Lady"
- Pat Denning – Anterior director d'escena de Dorothy i parella sentimental
- Andy Lee – Coreògraf
- Bert Barry i Maggie Jones – Productors i escriptors de "Pretty Lady"
- Abner Dillon – Productor de "Pretty Lady", "Sugar Daddy" de Dorothy i admirador texà
- Oscar – Pianista d'assaigs de "Pretty Lady"
- Mac – Director d'escena
- Ann Reilly (“Anytime Annie”), Lorraine Flemming, Phyllis Dale i Gladys – Coristes que ajuden a Peggy

## Números musicals
| I Acte - “Overture” – Orquestra - “Audition” – Ballarins - “Young and Healthy” – Billy i Peggy - “Shadow Waltz” – Maggie, Dorothy i Noies - “Shadow Waltz (Reprise)” – Dorothy - “Go into Your Dance” – Maggie, Peggy, Annie, Phyllis, Lorraine i Andy - “You’re Getting to Be a Habit with Me” – Dorothy - “Getting Out of Town” – Maggie, Bert, Pat i Cor - “Dames” – Billy i Cor - "Keep Young i Beautiful/Dames Reprise" - Bert, Maggie i Conjunt - "I Only Have Eyes for You" - Dorothy i Billy - “I Know Now”* – Dorothy, Cor i Billy - “We’re in the Money” – Annie, Phyllis, Lorraine, Peggy, Billy i Cor - “Act One Finale” – Dorothy i Orquestra | II Acte - “Entr’acte” – Orquestra - “There’s a Sunny Side to Every Situation” – Annie i Cor - “Lullaby of Broadway” – Julian i Companyia - “About a Quarter to Nine” – Dorothy i Peggy - "With Plenty of Money and You" - Conjunt - “Shuffle Off to Buffalo” – Maggie, Bert, Annie i Noies - “Forty-Second Street” – Peggy i Companyia - “Forty-Second Street (Reprise)” – Julian - “Finale Ultimo” – Companyia i Orquestra |

Al revival del 2001, una reprise de "Getting Out of Town" seguia "Lullaby of Broadway" i "With Plenty of Money and You" seguia "About a Quarter to Nine", "Keep Young and Beautiful" seguia "Dames", i "I Only Have Eyes for You" seguia "We're in the Money",

## Premis i nominacions

### Producció original de Broadway
| Any  | Premi               | Categoria                               | Nominat                          | Resultat  | Ref    |
| ---- | ------------------- | --------------------------------------- | -------------------------------- | --------- | ------ |
| 1981 | Premi Drama Desk    | Musical Més Destacat                    | Musical Més Destacat             | Nominat   | [ 23 ] |
| 1981 | Premi Drama Desk    | Actor de Repartiment Més Destacat       | Lee Roy Reams                    | Nominat   | [ 23 ] |
| 1981 | Premi Drama Desk    | Coreografia Més Destacada               | Gower Champion                   | GUANYADOR | [ 23 ] |
| 1981 | Premi Drama Desk    | Vestuari Més Destacat                   | Theoni V. Aldredge               | GUANYADOR | [ 23 ] |
| 1981 | Premi Theatre World | Premi Theatre World                     | Wanda Richert                    | GUANYADOR | [ 24 ] |
| 1981 | Premi Tony          | Millor Musical                          | Millor Musical                   | GUANYADOR | [ 25 ] |
| 1981 | Premi Tony          | Millor Llibret de Musical               | Michael Stewart and Mark Bramble | Nominat   | [ 25 ] |
| 1981 | Premi Tony          | Millor Actor de Repartiment de Musical  | Lee Roy Reams                    | Nominat   | [ 25 ] |
| 1981 | Premi Tony          | Millor Actriu de Repartiment de Musical | Wanda Richert                    | Nominat   | [ 25 ] |
| 1981 | Premi Tony          | Millor Direcció de Musical              | Gower Champion                   | Nominat   | [ 25 ] |
| 1981 | Premi Tony          | Millor Coreografia                      | Gower Champion                   | GUANYADOR | [ 25 ] |
| 1981 | Premi Tony          | Millor Vestuari de Musical              | Theoni V. Aldredge               | Nominat   | [ 25 ] |
| 1981 | Premi Tony          | Millor Il·luminació de Musical          | Tharon Musser                    | Nominat   | [ 25 ] |

### Producció Original de Londres
| Any  | Premi                   | Categoria                | Nominat        | Resultat  | Ref    |
| ---- | ----------------------- | ------------------------ | -------------- | --------- | ------ |
| 1984 | Premi Evening Standard  | Best Musical             | Best Musical   | GUANYADOR | [ 26 ] |
| 1984 | Premis Laurence Olivier | Millor Musical           | Millor Musical | GUANYADOR | [ 27 ] |
| 1984 | Premis Laurence Olivier | Millor Actriu de Musical | Clare Leach    | Nominat   | [ 27 ] |

### Revival de Broadway 2001
| Any  | Premi            | Categoria                               | Nominat                         | Resultat   | Ref    |
| ---- | ---------------- | --------------------------------------- | ------------------------------- | ---------- | ------ |
| 2001 | Premi Drama Desk | Revival de Musical Més Destacat         | Revival de Musical Més Destacat | GUANYADOR  | [ 28 ] |
| 2001 | Premi Drama Desk | Actriu de Musical Més Destacada         | Christine Ebersole              | Nominada   | [ 28 ] |
| 2001 | Premi Drama Desk | Coreografia Més Destacada               | Randy Skinner                   | Nominada   | [ 28 ] |
| 2001 | Premi Drama Desk | Escenografia Més Destacada              | Douglas W. Schmidt              | Nominat    | [ 28 ] |
| 2001 | Premi Drama Desk | Vestuari Més Destacat                   | Roger Kirk                      | Nominat    | [ 28 ] |
| 2001 | Premi Tony       | Millor Revival de Musical               | Millor Revival de Musical       | GUANYADOR  | [ 25 ] |
| 2001 | Premi Tony       | Millor Actriu Protagonista de Musical   | Christine Ebersole              | GUANYADORA | [ 25 ] |
| 2001 | Premi Tony       | Millor Actriu de Repartiment de Musical | Kate Levering                   | Nominat    | [ 25 ] |
| 2001 | Premi Tony       | Millor Actriu de Repartiment de Musical | Mary Testa                      | Nominat    | [ 25 ] |
| 2001 | Premi Tony       | Millor Direcció de Musical              | Mark Bramble                    | Nominat    | [ 25 ] |
| 2001 | Premi Tony       | Millor Coreografia                      | Randy Skinner                   | Nominat    | [ 25 ] |
| 2001 | Premi Tony       | Millor Escenografia de Musical          | Douglas W. Schmidt              | Nominat    | [ 25 ] |
| 2001 | Premi Tony       | Millor Vestuari de Musical              | Roger Kirk                      | Nominat    | [ 25 ] |
| 2001 | Premi Tony       | Millor Il·luminació de Musical          | Paul Gallo                      | Nominat    | [ 25 ] |